# 金泽尔环形山
金泽尔环形山（Ginzel）是位于月球背面北半部的一座大撞击坑，其名称取自奥地利天文学家弗里德里希·卡尔·金策尔(Friedrich Karl Ginzel，1850年-1926年)，1970年被国际天文学联合会批准接受。

## 描述

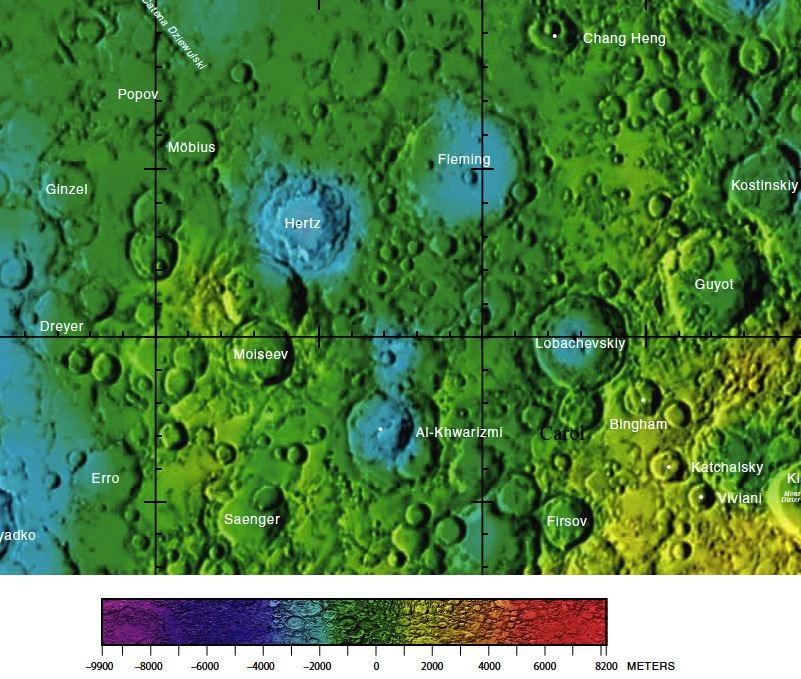
金泽尔环形山的周边，月球背面区域详图。

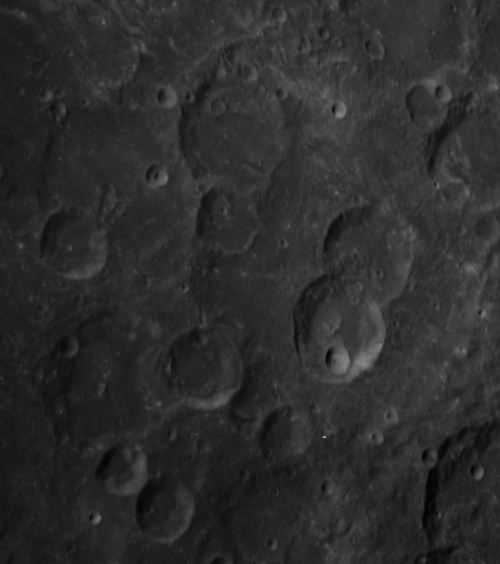
阿波罗14号哈苏相机拍摄的德雷耳环形山、金泽尔环形山及它们的数座卫星坑照片。从中间往四周看，金泽尔环形山约位于12点钟方位，德雷耳环形山约在8点钟方位。卫星坑"金泽尔 G"和"金泽尔 H"分别处于3点和4点方位，而"金泽尔 L"则连接在金泽尔环形山的南面。

该陨坑西侧和西北分别靠近伊本·尤努斯环形山和阿尔比鲁尼环形山、北面坐落了波波夫环形山、麦比乌斯环形山和赫兹环形山分别位于它的东北偏东和东南偏东、而东南和西南分别坐落了更大的莫伊谢耶夫环形山和央斯基环形山、而德雷耳环形山则横亘在它的南面。该陨坑位于界海的东侧边沿，北面延伸着杰武尔斯基链坑。该陨坑中心月面坐标为14°15′N 97°24′E / 14.25°N 97.4°E，直径53.23公里，深度约2.39公里。
金泽尔环形山大部分坑壁及内部已被熔岩淹没，只在周围平坦的月表上留下一圈淡淡的轮廓痕迹。它的西侧坑壁相对周边显得较突出，南侧边缘则切入了也已被淹没的卫星坑"金泽尔 L"，而北侧坑壁覆盖一座更小的撞击坑。该环形山的坑壁平均高出周边地形1170米，内部容积约有2312公里3。碗状的坑底较为平坦，除西北部上分布有一对小陨坑外，没有其它醒目的地貌结构。
由于该环形山位于月球正面东沿后面，因此，在较好的月球摄动条件下，可被观察到，但形状高度变形。

## 卫星陨石坑
按惯例，最靠近金泽尔环形山的卫星坑在月图上将在其中心点旁放置一字母来标注它们。

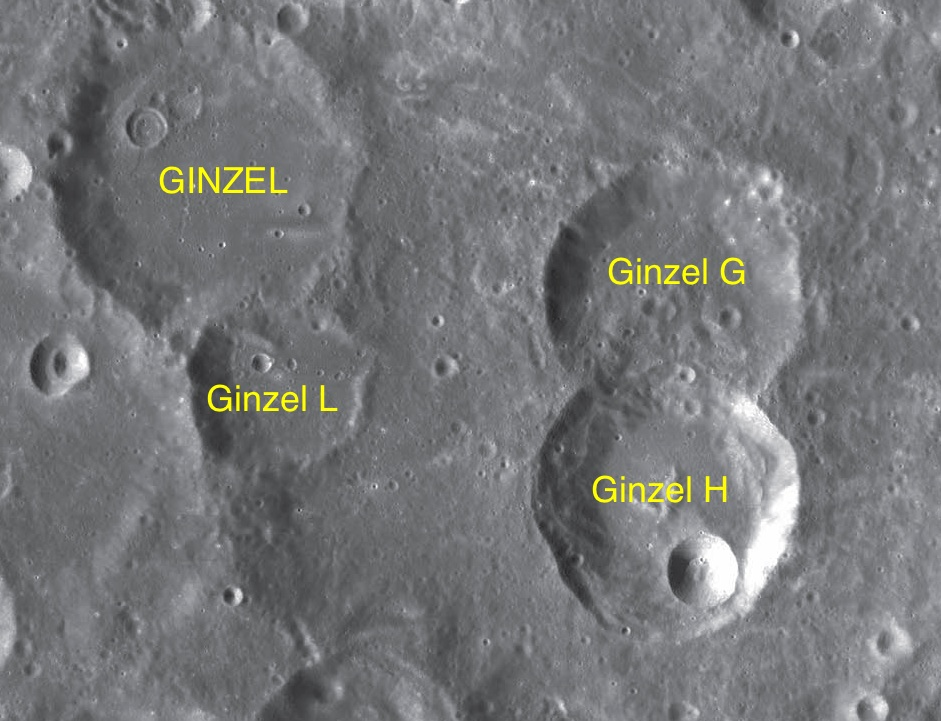
LAC-64 区域图

| 金泽尔 | 纬度    | 经度     | 直径    |
| ------ | ------- | -------- | ------- |
| G      | 13.7° N | 100.2° E | 42 公里 |
| H      | 12.7° N | 100.1° E | 50 公里 |
| L      | 13.1° N | 97.8° E  | 28 公里 |

- 卫星坑"金泽尔 H"约形成于晚雨海世[4]。

## 另请参阅
- Andersson, L. E.; Whitaker, E. A. . NASA RP-1097. 1982.
- Blue, Jennifer. . USGS. July 25, 2007  [2007-08-05]. （原始内容存档于2013-02-13）.
- Bussey, B.; Spudis, P. . New York: Cambridge University Press. 2004. ISBN 978-0-521-81528-4.
- Cocks, Elijah E.; Cocks, Josiah C. . Tudor Publishers. 1995. ISBN 978-0-936389-27-1.
- McDowell, Jonathan. . Jonathan's Space Report. July 15, 2007  [2007-10-24]. （原始内容存档于2018-12-25）.
- Menzel, D. H.; Minnaert, M.; Levin, B.; Dollfus, A.; Bell, B. . Space Science Reviews. 1971, 12 (2): 136–186. Bibcode:1971SSRv...12..136M. doi:10.1007/BF00171763.
- Moore, Patrick. . Sterling Publishing Co. 2001. ISBN 978-0-304-35469-6.
- Price, Fred W. . Cambridge University Press. 1988. ISBN 978-0-521-33500-3.
- Rükl, Antonín. . Kalmbach Books. 1990. ISBN 978-0-913135-17-4.
- Webb, Rev. T. W.  6th revised. Dover. 1962. ISBN 978-0-486-20917-3.
- Whitaker, Ewen A. . Cambridge University Press. 1999. ISBN 978-0-521-62248-6.
- Wlasuk, Peter T. . Springer. 2000. ISBN 978-1-85233-193-1.